# Phylidorea (Phylidorea) modesta
Phylidorea (Phylidorea) modesta is een tweevleugelige uit de familie steltmuggen (Limoniidae). De soort komt voor in het Palearctisch gebied.